# Tinker Bell and the Lost Treasure
Tinker Bell and the Lost Treasure (Tinker Bell e o Tesouro Perdido, no Brasil; Sininho e o Tesouro Perdido, em Portugal) é um filme de animação produzido pela DisneyToon Studios e lançado em DVD e Blu-ray em 2009. Tinker Bell and the Lost Treasure é uma continuação de Tinker Bell, lançado no ano anterior, e faz parte da franquia Disney Fadas. Uma sequência direta, chamada Tinker Bell and the Great Fairy Rescue, foi lançada no ano seguinte. A cantora e atriz Demi Lovato interpretou a música Gift of a Friend para o filme.

## Enredo
As fadas dos talentos da natureza estão trazendo para o continente a queda das folhas, a hibernação, brisas frias e abóboras: o outono. Enquanto isso, Tinker Bell está no Refúgio das Fadas. Ela é chamada para ter uma conversa com a Rainha Clarion, Fada Mary, e Redleaf, o Ministro do Outono.
Eles lhe mostram a Pedra da Lua e explicam-lhe seus poderes mágicos. A cada oito anos, há uma lua cheia azul no Refúgio das Fadas. Quando a luz da lua azul atravessa a Pedra da Lua, cria Pozinho Mágico Azul, o único capaz de fortalecer e rejuvenescer a Árvore do Pozinho Mágico. O Festival do Outono é um evento associado, durante o qual as fadas se reúnem para recolher o Pó Azul. Um novo cetro deve ser feito para suportar a Pedra da Lua, e Tink é incumbida de tal tarefa.
Com a ajuda de Terence, Tinker Bell inicia a construção do cetro, mas enquanto o trabalho avança, ela começa a ter problemas com ele, que está tentando ser útil de todas as formas possíveis. Quando ele acidentalmente quebra o cetro, Tink fica furiosa, levando-a a quebrar a Pedra da Lua. Desesperada, ela descobre que a única forma de se consertar a pedra é fazendo um pedido a um espelho mágico, que há muito tempo se encontra perdido no Norte da Terra do Nunca. Ela parte em um balão para encontrar o artefato, sem revelar a ninguém sua missão.
Após uma longa jornada pelo mar, Tinker Bell encontra o espelho mágico. Empolgada ao perceber que finalmente pode reverter o seu erro, ela acaba desperdiçando seu pedido, tornando impossível a restauração da Pedra da Lua. Arrasada, ela chora em desespero, mas é consolada por Terence, que revela ter seguido-a em segredo durante a viagem. Eles retornam ao Refúgio das Fadas e, pelo caminho, ambos consertam o cetro, reorganizando os cacos da pedra de forma a criarem uma superfície reflexiva. Quando ela revela o cetro durante o Festival do Outono, as fadas ficam horrorizadas ao ver a Pedra da Lua completamente destruída. No entanto, os cacos quebrados acabam por criar um benefício inesperado: eles drasticamente ampliaram a área de superfície através do qual os raios da lua azul podem passar, criando a maior oferta de Pozinho Mágico Azul já visto no Refúgio das Fadas.

## Elenco
- Mae Whitman - Tinker Bell
- Jesse McCartney - Terrence
- Janne horpcks - Fada. Mary
- Lucy Liu - Silvimist
- Angela Bartys - Fawn
- Pamela Adlon - Vidia
- Jeff Bennett - Clank
- Rob Paulsen - Bobble

## Produção
Porque o filme se passa no tempo mais frio do outono, o figurino de Tinker Bell necessitou de uma reformulação. Designers adicionaram uma camisa de manga longa, xale, leggings e botas para seu traje. Segundo o diretor de Klay Hall: "Nos filmes anteriores, ela usa seu icônico vestido curto verde. Porém, sendo o outono e havendo frio no ar, além de este ser um filme de aventura, apenas o vestido não iria funcionar".

## Música
A trilha-sonora de Tinker Bell and the Lost Treasure foi composta por Joel McNeely, que também compôs a música do primeiro filme. A cantora e atriz Demi Lovato interpretou uma música chamada Gift of a Friend para o filme. A música foi lançada como um single, recebendo um videoclipe.
1. Gift of a Friend - Demi Lovato
2. Take to the Sky - Jordan Pruitt
3. Where the Sunbeams Play - Méav Ní Mhaolchatha
4. Road to Paradise - Jordin Sparks
5. I'll Try - Jesse McCartney
6. If You Believe - Lisa Kelly
7. Magic Mirror - Tiffany Thornton
8. The Magic of a Friend - Haley Orrantia
9. It's Love that Holds Your Hand - Jonatha Brooke
10. A Greater Treasure than a Friend - Savannah Outen
11. Pixie Dust - Ruby Summer
12. Fly Away Home - Alyson Stoner
13. Fly to Your Heart - Selena Gomez[2]